# Ранние Всходы
Ранние Всходы — посёлок в Шацком районе Рязанской области в составе Чернослободского сельского поселения.

## Географическое положение
Поселок Ранние Всходы расположен на Окско-Донской равнине на левом берегу речки Ржавец в 8 км к северо-востоку от города Шацка. Расстояние от посёлка до районного центра Шацк по автодороге — 10 км.
Посёлок располагается в устье и по берегам небольшого ручья Сухая Студенка (притока Ржавца), на котором устроены 2 пруда. К западу от посёлка располагается балка Студенка, по которой протекает ручей и имеется пруд; к востоку — балка Фирсов Овраг; к югу — балки Облог и Ржавец, по днищу которых протекает речка Ржавец. Ближайшие населённые пункты — деревни Подысаково и Липовка, сёла Сново-Здорово и Карнаухово.

## Население
| 2010 | 2012 |
| ---- | ---- |
| 14   | ↗17  |

## Происхождение названия
Название поселка Ранние Всходы относится к числу топонимов советского времени, получивших распространение после Октябрьской революции 1917 г., и являющихся одними из самых распространенных на карте страны.

## История
С июля 1942 по 1945 г. в поселке Ранние Всходы проживал в эвакуации Иван Терентьевич Лосев (1871 — после 1954 гг.), плотник, баптист по вероисповеданию, депутат Государственной Думы I созыва от Тамбовской губернии, уроженец села Черная Слобода. В 1945 г. он был арестован по статье 58-10 (антисоветская агитация — «восхвалял жизнь при царском строе», критиковал колхозы и советскую власть). 26 мая 1945 г. осуждён на 5 лет заключения. Наказание отбывал в Акмолинской области.